# Jurna vas
Jurna vas este o localitate din comuna Novo mesto, Slovenia, cu o populație de 107 locuitori.